# Октады
Октады — классы в произведенном Архимедом распространении употребляемой у греков десятичной системы счисления за её обычные, не переходящие 10 000, пределы. Классы эти составлялись через соединение последовательных разрядов в группе по восьми в каждой. Первый класс простирался, поэтому, от 1 до 10 0002, или числа 100 000 000, представлявшего единицу второго класса, предельным числом которого, или, что то же самое, единицей 3-го класса была 1 с 2×8 нулями и т. д., причём единица n-го класса (октады) представлялась 1 с (n-1)×8 нулями. Октады в свою очередь группировались в периоды, из которых первый простирался от 1-й октады до (10 000)2-й. Из этого следует, что единицей второго периода было число, выражаемое 1 с 800 миллионами нулей.